# Departamento de Jutiapa
Departamento de Jutiapa är ett departement i Guatemala. Det ligger i den södra delen av landet, 90 km sydost om huvudstaden Guatemala City. Antalet invånare är 6 398. Arean är 3,2 kvadratkilometer.
Departamento de Jutiapa delas in i:

1. Municipio de Zapotitlán
2. Municipio de Yupiltepeque
3. Municipio de Santa Catarina Mita
4. Municipio de San José Acatempa
5. Municipio de Quesada
6. Municipio de Pasaco
7. Municipio de Moyuta
8. Municipio de Jutiapa
9. Municipio de Jerez
10. Municipio de Jalpatagua
11. Municipio de El Progreso
12. Municipio de El Adelanto
13. Municipio de Conguaco
14. Municipio de Comapa
15. Municipio de Atescatempa
16. Municipio de Asunción Mita
17. Municipio de Agua Blanca

Följande samhällen finns i Departamento de Jutiapa:

- Jutiapa
- Asunción Mita
- Atescatempa
- Santa Catarina Mita
- Jalpatagua
- Moyuta
- El Progreso
- San José Acatempa
- Jerez
- Conguaco
- Yupiltepeque
- Agua Blanca
- Quesada
- El Adelanto
- Pasaco
- Zapotitlán
- Comapa